# Ramon Agustí i Comes
Ramon Agustí i Comes (Riba-roja d'Ebre, Ribera d'Ebre, 1951) és un enginyer català, catedràtic d'universitat i acadèmic de la Reial Acadèmia d'Enginyeria d'Espanya

## Biografia
En 1973 es llicencià en enginyeria de telecomunicacions a l'Escola Tècnica Superior d'Enginyers de Telecomunicació de Madrid, i el 1978 es va doctorar a l'Escola Tècnica Superior d'Enginyeria de Telecomunicació de Barcelona. Des de 1987 és catedràtic de teoria del senyal i comunicacions de la Universitat Politècnica de Catalunya. A finals de la dècada del 1970 va participar en la posada en marxa per l'Escola Tècnica d'Enginyers en Telecomunicació de La Salle de Barcelona del primer laboratori per homologació d'equips de ràdio VHF per a comunicacions marítimes. A començaments de la dècada del 1990 fou un promotors dels primers màsters sobre comunicacions mòbils.
De 1987 a 1992 fou director del Departament de Teoria del Senyal i de 2001 a 2006 delegat del rector del Campus de la UPC a Castelldefels. De maig de 2006 a gener de 2007 fou Director General del Consell Interdepartamental de Recerca i Innovació Tecnològica de la Generalitat de Catalunya i en 2009 president de la Subcomissió d'Engionyeria i Arquitectura i col·laborador amb l'Agència per la Qualitat del Sistema Universitari. També ha estat impulsor i coordinador científic del Centre de Telecomunicacions Mòbils en la UPC, afavorit pel patrocini del CIDEM de la Generalitat de Catalunya i de la Fundació AIRTEL.
En 1997 va rebre el Premi Salvá i Campillo al millor Enginyer de Telecomunicacions de l'any, organitzat per l'Associació d'Enginyers de Telecomunicació de Catalunya. En 2001 va rebre la Medalla Narcis Monturiol al Merit Investigador. En 2010 fou nomenat acadèmic de la Reial Acadèmia d'Enginyeria d'Espanya